# Sapromyza lateralis
Sapromyza lateralis är en tvåvingeart som beskrevs av Walker 1853. Sapromyza lateralis ingår i släktet Sapromyza och familjen lövflugor. Inga underarter finns listade i Catalogue of Life.